# Élections législatives de 1973 dans l'Orne
Les élections législatives françaises de 1973 se déroulent les 4 et 11 mars 1973. Dans le département de l'Orne, trois députés sont à élire dans le cadre de trois circonscriptions.

## Élus
| Circonscription | Député sortant   | Parti | Parti | Député élu ou réélu | Parti | Parti |
| --------------- | ---------------- | ----- | ----- | ------------------- | ----- | ----- |
| 1re             | Louis Terrenoire |       | UDR   | Daniel Goulet       |       | UDR   |
| 2e              | Roland Boudet    |       | CD    | Roland Boudet       |       | CD    |
| 3e              | Émile Halbout    |       | CD    | Pierre Noal         |       | UDR   |

## Résultats

### Résultats à l'échelle du département
| Parti                 | Parti                                   | Premier tour | Premier tour | Second tour | Second tour | Sièges |
| Parti                 | Parti                                   | Voix         | %            | Voix        | %           | Sièges |
| --------------------- | --------------------------------------- | ------------ | ------------ | ----------- | ----------- | ------ |
|                       | Union des démocrates pour la République | 25 316       | 18,10        | 43 406      | 30,92       | 2      |
|                       | Divers droite                           | 12 991       | 9,29         | 13 770      | 9,81        | 0      |
|                       | Républicains indépendants               | 10 950       | 7,83         | Retrait     | Retrait     | 0      |
|                       | Centre démocratie et progrès            | 10 143       | 7,25         | Retrait     | Retrait     | 0      |
|                       | Union des républicains de progrès       | 59 400       | 42,46        | 57 176      | 40,73       | 2      |
|                       |                                         |              |              |             |             |        |
|                       | Parti socialiste                        | 23 067       | 16,49        | 38 982      | 27,77       | 0      |
|                       | Parti communiste français               | 14 029       | 10,03        |             |             | 0      |
|                       | Parti socialiste unifié                 | 2 228        | 1,59         | 0           |             |        |
|                       | Union de la gauche                      | 39 324       | 28,11        | 38 982      | 27,77       | 0      |
|                       |                                         |              |              |             |             |        |
|                       | Mouvement réformateur                   | 41 166       | 29,43        | 44 223      | 31,50       | 1      |
|                       |                                         |              |              |             |             |        |
| Inscrits              | Inscrits                                | 174 505      | 100,00       | 174 515     | 100,00      | 3      |
| Abstentions           | Abstentions                             | 30 746       | 17,62        | 31 829      | 18,24       |        |
| Votants               | Votants                                 | 143 759      | 82,38        | 142 686     | 81,76       |        |
| Blancs et nuls        | Blancs et nuls                          | 3 869        | 2,69         | 2 305       | 1,62        |        |
| Exprimés              | Exprimés                                | 139 890      | 97,31        | 140 381     | 98,38       |        |
| Source : Data.gouv.fr |                                         |              |              |             |             |        |

### Résultats par circonscription

#### Première circonscription (Alençon)
| Candidat       | Candidat          | Parti          | Premier tour | Premier tour | Second tour | Second tour |  |
| Candidat       | Candidat          | Parti          | Voix         | %            | Voix        | %           |  |
| -------------- | ----------------- | -------------- | ------------ | ------------ | ----------- | ----------- |  |
|                | Daniel Goulet élu | UDR (URP)      | 12 573       | 27,08        | 20 498      | 44,41       |  |
|                | Daniel Miette     | CD (MR)        | 11 380       | 24,51        | 14 575      | 31,58       |  |
|                | Hubert d'Andigné  | CDP            | 10 143       | 21,85        | Retrait     | Retrait     |  |
|                | Claude Devinant   | PS (UGSD)      | 6 192        | 13,34        | 11 079      | 24,01       |  |
|                | Rémy Sellos       | PCF            | 3 905        | 8,41         |             |             |  |
|                | Serge Pollet      | PSU            | 2 228        | 4,8          |             |             |  |
|                |                   |                |              |              |             |             |  |
| Inscrits       | Inscrits          | Inscrits       | 58 656       | 100,00       | 58 623      | 100,00      |  |
| Abstentions    | Abstentions       | Abstentions    | 10 841       | 18,48        | 11 520      | 19,65       |  |
| Votants        | Votants           | Votants        | 47 815       | 81,52        | 47 103      | 80,35       |  |
| Blancs et nuls | Blancs et nuls    | Blancs et nuls | 1 394        | 2,92         | 951         | 2,02        |  |
| Exprimés       | Exprimés          | Exprimés       | 46 421       | 97,08        | 46 152      | 97,98       |  |

#### Deuxième circonscription (Mortagne-au-Perche - L'Aigle)
| Candidat       | Candidat                    | Parti               | Premier tour | Premier tour | Second tour | Second tour |  |
| Candidat       | Candidat                    | Parti               | Voix         | %            | Voix        | %           |  |
| -------------- | --------------------------- | ------------------- | ------------ | ------------ | ----------- | ----------- |  |
|                | Roland Boudet sortant réélu | CD (MR)             | 18 830       | 44,84        | 18 976      | 45,9        |  |
|                | Michel Bruguière            | Divers droite (URP) | 12 991       | 30,94        | 13 770      | 33,31       |  |
|                | Serge Caillouet             | PS (UGSD)           | 5 712        | 13,6         | 8 595       | 20,79       |  |
|                | Gilles Dubourg              | PCF                 | 4 458        | 10,62        |             |             |  |
|                |                             |                     |              |              |             |             |  |
| Inscrits       | Inscrits                    | Inscrits            | 51 468       | 100,00       | 51 453      | 100,00      |  |
| Abstentions    | Abstentions                 | Abstentions         | 8 573        | 16,66        | 9 579       | 18,62       |  |
| Votants        | Votants                     | Votants             | 42 895       | 83,34        | 41 874      | 81,38       |  |
| Blancs et nuls | Blancs et nuls              | Blancs et nuls      | 904          | 2,11         | 533         | 1,27        |  |
| Exprimés       | Exprimés                    | Exprimés            | 41 991       | 97,89        | 41 341      | 98,73       |  |

#### Troisième circonscription (Argentan - Flers)
| Candidat       | Candidat              | Parti          | Premier tour | Premier tour | Second tour | Second tour |  |
| Candidat       | Candidat              | Parti          | Voix         | %            | Voix        | %           |  |
| -------------- | --------------------- | -------------- | ------------ | ------------ | ----------- | ----------- |  |
|                | Pierre Noal élu       | UDR (URP)      | 12 743       | 24,75        | 22 908      | 43,31       |  |
|                | Pierre Pavis          | PS (UGSD)      | 11 163       | 21,68        | 19 308      | 36,51       |  |
|                | Émile Halbout sortant | CD (PDM)       | 10 956       | 21,28        | 10 672      | 20,18       |  |
|                | Hubert Bassot         | RI (URP)       | 10 950       | 21,27        | Retrait     | Retrait     |  |
|                | Gilles Dubourg        | PCF            | 5 666        | 11,01        |             |             |  |
|                |                       |                |              |              |             |             |  |
| Inscrits       | Inscrits              | Inscrits       | 64 381       | 100,00       | 64 439      | 100,00      |  |
| Abstentions    | Abstentions           | Abstentions    | 11 332       | 17,6         | 10 730      | 16,65       |  |
| Votants        | Votants               | Votants        | 53 049       | 82,4         | 53 709      | 83,35       |  |
| Blancs et nuls | Blancs et nuls        | Blancs et nuls | 1 571        | 2,96         | 821         | 1,53        |  |
| Exprimés       | Exprimés              | Exprimés       | 51 478       | 97,04        | 52 888      | 98,47       |  |